# Промежуток (математика)
Промежуток, или, если более точно, промежуток числовой прямой, — это множество вещественных чисел — таких, что если некоторые два числа принадлежат этому множеству, то любое число, лежащее между ними, тоже принадлежит этому множеству. С использованием логических символов это определение можно записать так:
множество {\displaystyle X\subseteq \mathbb {R} } является промежутком, если и только если
{\displaystyle \forall x\ \forall y\ \forall z\ \colon (x\in X)\wedge (z\in X)\wedge (x<y<z)\Rightarrow y\in X,}
где {\displaystyle \forall } — квантор всеобщности. В качестве примеров промежутков можно привести следующие множества:
{\displaystyle {\begin{aligned}X_{1}&=\{x\in \mathbb {R} \colon 0\leqslant x\leqslant 1\},&X_{2}&=\{x\in \mathbb {R} \colon 0\leqslant x<1\},&X_{3}&=\{x\in \mathbb {R} \colon 0<x\leqslant 1\},\\X_{4}&=\{x\in \mathbb {R} \colon 0<x<1\},&X_{5}&=\{x\in \mathbb {R} \colon x>0\},&X_{6}&=\{x\in \mathbb {R} \colon x<1\},\\X_{7}&=\mathbb {R} ,&X_{8}&=\varnothing .\end{aligned}}}

## Типы промежутков

### Ограниченный промежуток
Ограниченный промежуток или промежуток конечной длины состоит из множества чисел, заключённых между двумя числами {\displaystyle a} и {\displaystyle b} — концами промежутка, которые сами могут быть включены в его состав, или нет. Длиной такого промежутка называется число {\displaystyle |a-b|=|b-a|}.
Некоторые авторы используют для ограниченного промежутка термин конечный промежуток. Такая терминология может вызывать путаницу с конечностью в смысле количества точек, поскольку любой ограниченный промежуток ненулевой длины имеет бесконечное число точек.

#### Отрезок
Если {\displaystyle a\leqslant b,a\in \mathbb {R} ,b\in \mathbb {R} }, то промежуток {\displaystyle \{x\in \mathbb {R} \colon a\leqslant x\leqslant b\}} называется числовым отрезком или сегментом и обозначается {\displaystyle [a,b]}:
{\displaystyle [a,b]\ {\stackrel {\text{def}}{=}}\ \{x\in \mathbb {R} \colon a\leqslant x\leqslant b\}}.
В случае {\displaystyle a=b} отрезок вырождается в множество из одной точки (в синглетон).
Отрезок является замкнутым множеством, но не является открытым.

#### Интервал
Если {\displaystyle a\leq b,a\in \mathbb {R} ,b\in \mathbb {R} }, то промежуток {\displaystyle \{x\in \mathbb {R} \colon a<x<b\}} называется интервалом и обозначается {\displaystyle (a,b)}:
{\displaystyle (a,b)\ {\stackrel {\text{def}}{=}}\ \{x\in \mathbb {R} \colon a<x<b\}}.
В случае {\displaystyle a=b} интервал вырождается в пустое множество. Некоторые авторы считают пустое множество частным случаем интервала, а некоторые нет и требуют в определении интервала {\displaystyle a<b}.
Для обозначения открытого промежутка вместо {\displaystyle (a,b)} нередко используют обозначение {\displaystyle ]a,b[} с подачи Н. Бурбаки. Интервал является открытым множеством. Замкнутым является только пустое множество, непустой интервал замкнутым не является.

#### Полуинтервал
Промежутки
{\displaystyle [a,b)\ {\stackrel {\text{def}}{=}}\ \{x\in \mathbb {R} \colon a\leqslant x<b\},\quad (a,b]\ {\stackrel {\text{def}}{=}}\ \{x\in \mathbb {R} \colon a<x\leqslant b\}}
называются полуинтервалами или полусегментами (не дополненными до сегмента).
В случае {\displaystyle a=b} полуинтервал вырождается в пустое множество. Некоторые авторы считают пустое множество частным случаем полуинтервала, а некоторые нет и требуют в определении полуинтервала {\displaystyle a<b}. Непустой полуинтервал не является ни открытым, ни замкнутым, пустое же множество является и открытым, и замкнутым.

#### Пустое множество
Пустое множество является тривиальным случаем ограниченного промежутка — пустым промежутком:
{\displaystyle (a;a)=(a;a]=[a;a)=\varnothing }
Его длина равна {\displaystyle 0}. В зависимости от автора он может считаться либо одновременно и интервалом, и полуинтервалом, либо отдельным типом ограниченного промежутка, не являющимся ни интервалом, ни полуинтервалом. Пустое множество является и открытым, и замкнутым одновременно.

### Неограниченный промежуток
Неограниченные промежутки или промежутки бесконечной длины с положительной или с отрицательной стороны не ограничены каким-либо вещественным числом. В этом случае удобно считать, что у этих промежутков одним из концов или обоими концами служат направленные бесконечности {\displaystyle -\infty } и {\displaystyle +\infty }, полагая, что для любого вещественного числа {\displaystyle x\in \mathbb {R} } справедливо соотношение {\displaystyle -\infty <x<+\infty }. Длиной бесконечного промежутка считается значение {\displaystyle +\infty }.
Как и ограниченные промежутки, неограниченные промежутки иногда называются бесконечными промежутками.

#### Замкнутый луч
Промежуток, имеющий один из видов {\displaystyle \{\,x\in \mathbb {R} \mid x\leqslant a\,\}} или {\displaystyle \{\,x\in \mathbb {R} \mid x\geqslant a\,\}} для {\displaystyle a\in \mathbb {R} }, называется замкнутым лучом или замкнутой полупрямой. Неограниченный слева замкнутый луч обозначается {\displaystyle (-\infty ;a]} или {\displaystyle ]-\infty ;a]}; неограниченный справа ― {\displaystyle [a;+\infty )} или {\displaystyle [a;+\infty [}:
{\displaystyle (-\infty ;a]=\{\,x\in \mathbb {R} \mid x\leqslant a\,\}}
{\displaystyle [a;+\infty )=\{\,x\in \mathbb {R} \mid x\geqslant a\,\}}
Замкнутый луч является замкнутым множеством.

#### Открытый луч
Промежуток, имеющий один из видов {\displaystyle \{\,x\in \mathbb {R} \mid x<a\,\}} или {\displaystyle \{\,x\in \mathbb {R} \mid x>a\,\}} для {\displaystyle a\in \mathbb {R} }, называется открытым лучом или открытой полупрямой. Неограниченный слева замкнутый луч обозначается {\displaystyle (-\infty ;a)} или {\displaystyle ]-\infty ;a[}; неограниченный справа ― {\displaystyle (a;+\infty )} или {\displaystyle ]a;+\infty [}:
{\displaystyle (-\infty ;a)=\{\,x\in \mathbb {R} \mid x<a\,\}}
{\displaystyle (a;+\infty )=\{\,x\in \mathbb {R} \mid x>a\,\}}
Открытый луч является открытым множеством.

#### Прямая
Множество {\displaystyle \mathbb {R} } также является неограниченным промежутком, называемым числовой прямой. Прямая обозначается как {\displaystyle (-\infty ;+\infty )} или {\displaystyle ]-\infty ;+\infty [}:
{\displaystyle (-\infty ;+\infty )=\mathbb {R} }
Числовая прямая является и открытым, и замкнутым множеством одновременно.

## Промежутки аффинно расширенной числовой прямой
Множество вещественных чисел {\displaystyle \mathbb {R} }, дополненное элементами {\displaystyle +\infty } и {\displaystyle -\infty }, называется расширенной (точнее, аффинно расширенной, чтобы отличать от проективно расширенной прямой) числовой прямой и обозначается {\displaystyle {\overline {\mathbb {R} }}}, то есть
{\displaystyle {\overline {\mathbb {R} }}=\mathbb {R} \cup \{-\infty ,+\infty \}=[-\infty ,+\infty ].}
При этом для любого вещественного числа {\displaystyle x\in \mathbb {R} } по определению полагают выполненными неравенства
{\displaystyle -\infty <x,\quad x<+\infty ,\quad -\infty <+\infty }
Для расширенной числовой прямой тоже вводят понятия промежутков — отрезков, интервалов, полуинтервалов. В отличие от соответствующих промежутков числовой прямой, они могут содержать элементы {\displaystyle \pm \infty }. Например, {\displaystyle (a,+\infty ]=(a,+\infty )\cup {\{+\infty \}}}.
Для промежутков расширенной числовой прямой понятие ограниченности не имеет содержания, поскольку любое множество в {\displaystyle {\overline {\mathbb {R} }}} ограничено. Поэтому классификация промежутков в ней такая же, как классификация ограниченных промежутков {\displaystyle \mathbb {R} }.
Отрезком аффинно расширенной числовой прямой называется множество
{\displaystyle [a;b]=\{\,x\in {\overline {\mathbb {R} }}\mid a\leqslant x\leqslant b\,\}}.
Отрезки обычной числовой прямой являются отрезками расширенной числовой прямой. Вся расширенная числовая прямая {\displaystyle {\overline {\mathbb {R} }}=[-\infty ;+\infty ]} также является отрезком расширенной числовой прямой. Также отрезками расширенной числовой прямой являются промежутки вида {\displaystyle [a;+\infty ]} и {\displaystyle [-\infty ;a]} для {\displaystyle a\in \mathbb {R} } и синглтоны {\displaystyle \{+\infty \}=[+\infty ;+\infty ]} и {\displaystyle \{-\infty \}=-[\infty ;-\infty ]}. Отрезки расширенной числовой прямой являются замкнутыми множествами в {\displaystyle {\overline {\mathbb {R} }}}. Отрезок {\displaystyle [+\infty ;+\infty ]} является открытым в {\displaystyle {\overline {\mathbb {R} }}}; все остальные отрезки открытыми не являются.
Интервалом аффинно расширенной числовой прямой называется множество
{\displaystyle (a;b)=\{\,x\in {\overline {\mathbb {R} }}\mid a<x<b\,\}}.
Любой интервал расширенной числовой прямой является промежутком обычной числовой прямой, поскольку бесконечности в них не могут входить. Интервалами расширенной числовой прямой являются интервалы обычной числовой прямой, открытые лучи, вся числовая прямая {\displaystyle \mathbb {R} }. Таким образом разные виды числовых промежутков в обычной прямой, оказываются частными случаями одного вида в расширенной. Интервалы расширенной числовой прямой являются открытыми в {\displaystyle {\overline {\mathbb {R} }}}, при этом непустые интервалы не замкнуты, включая {\displaystyle (-\infty ;+\infty )}.
Полуинтервалом аффинно расширенной числовой прямой называется множество одного из двух следующих видов:
{\displaystyle [a;b)=\{\,x\in {\overline {\mathbb {R} }}\mid a\leqslant x<b\,\}};
{\displaystyle (a;b]=\{\,x\in {\overline {\mathbb {R} }}\mid a<x\leqslant b\,\}}.
Полуинтервалы и замкнутые лучи обычной числовой прямой являются полуинтервалами расширенной числовой прямой. Непустые полуинтервалы не являются ни открытыми, ни замкнутыми в {\displaystyle {\overline {\mathbb {R} }}}. Полуинтервалы вида {\displaystyle [a;+\infty )} и {\displaystyle (-\infty ;a]} не являются замкнутыми в {\displaystyle {\overline {\mathbb {R} }}}.
Пустой промежуток некоторые авторы считают частным случаем интервала и полуинтервала, а некоторые считают его отдельным видом промежутка, не являющимся ни интервалом, ни полуинтервалом. Пустой промежуток и открыт, и замкнут в {\displaystyle {\overline {\mathbb {R} }}}.

## Терминология
В русском языке слова промежуток и интервал соответствуют одному английскому слову interval. В англоязычной литературе и в переводах иностранных книг, а также в некоторых других книгах на русском языке используется следующая терминология:
{\displaystyle [a,b]=\{x\in \mathbb {R} \colon a\leqslant x\leqslant b\}} — замкнутый интервал (англ. closed interval),
{\displaystyle (a,b)=\{x\in \mathbb {R} \colon a<x<b\}} — открытый интервал (англ. open interval),
{\displaystyle [a,b)=\{x\in \mathbb {R} \colon a\leqslant x<b\}} или {\displaystyle (a,b]=\{x\in \mathbb {R} \colon a<x\leqslant b\}} — полуоткрытый (или полузамкнутый) интервал (англ. half-open interval/half-closed interval).
То есть в такой терминологии они все называются интервалами, но только разного типа.
В более старой русскоязычной литературе вместо «интервал» используется слово промежуток: замкнутый промежуток, открытый промежуток, полуоткрытый (или полузамкнутый) промежуток.
Однако, особенно в учебной литературе, где наибольшее количество теорем для функций на компактных множествах, для замкнутого промежутка предпочтительным считают использовать отдельное название в одно слово — сегмент (термин «отрезок» имеет скорее геометрический оттенок, как и «промежуток числовой прямой»). В этом случае термин «интервал» закрепляется только за открытым промежутком.
См. также открытые и замкнутые множества.

## Факты

### Теорема о промежуточных значениях
Известная теорема Больцано — Коши о промежуточных значениях непрерывной функции гласит: образ любого промежутка при непрерывном отображении тоже является промежутком. У этой теоремы есть обобщение на случай произвольных топологических пространств: образ связного множества при непрерывном отображении связен. Числовые промежутки, и притом только они, как раз и являются связными подмножествами {\displaystyle \mathbb {R} }.

### Операции с промежутками
На практике промежуток нередко характеризует интервал возможных значений (приближённо) измеренной величины. На множестве таких промежутков можно определить арифметические операции. Тогда результату вычислений над величинами можно сопоставить соответствующие вычисления над их интервалами, задающие в итоге интервал возможных значений для результата.

### Мера
Промежутки числовой прямой, а также прямоугольники на плоскости, прямоугольные параллелепипеды в пространстве и т. п. являются одним из основных объектов, на которых основывается теория меры, поскольку они являются простейшими множествами, меру которых (длину, площадь, объем и т. п.) легко определить.

## Обобщения

### Связные множества
Обобщением промежутка числовой прямой является понятие связного топологического пространства. На числовой прямой всякое связное множество есть промежуток, и обратно, любой промежуток есть связное множество.
Также промежуток числовой прямой лежит в основе другого, более специального понятия линейной связности. Во множестве вещественных чисел {\displaystyle \mathbb {R} }, а также в евклидовом пространстве {\displaystyle \mathbb {R} ^{n}} произвольной размерности {\displaystyle n} понятия связности и линейной связности совпадают.

### Выпуклые множества
Другим обобщением понятия промежутка числовой прямой является понятие выпуклого множества.

### Промежутки в частично упорядоченных множествах
В самом общем случае понятие промежутка можно ввести на любом множестве, на котором введено отношение порядка {\displaystyle <}.